# 열반
열반(涅槃, 문화어: 녈반, 베트남어: Niết bàn, 중국어 정체자: 涅槃, 병음: nièpán, 광둥어: nihppùhn, 일본어: 涅槃 네한[*])은 "(갈애로 대표되는 번뇌의 바람이) 불기를 멈추다 · (갈애로 대표되는 번뇌의 불을) 불어서 끄다 · (갈애로 대표되는 번뇌의 불이) 불어서 꺼진 상태"라는 뜻의 산스크리트어: निर्वाण 니르바나(팔리어: निब्बान 니바나)를 음을 따라 번역한 말이다. 뜻을 따라 번역하여 '반열반(般涅槃)’이라고도 하며, 멸(滅) · 적멸(寂滅) · 이계(離繫) · 해탈(解脫) · 원적(圓寂)의 의미를 가진다. 불교에서는 번뇌에 속박된 현상 세계를 차안(此岸: 이 언덕)이라 하고 열반의 세계를 피안(彼岸: 저 언덕)이라고도 한다.
열반은 번뇌의 불을 꺼서 깨우침의 지혜를 완성하고 완전한 정신의 평안함에 놓인 상태를 뜻하는데, 불교의 수행과 최고의 이상향(완성된 깨달음의 세계)을 뜻하며, 불교 실천의 궁극적인 목적이다. 열반은 일체의 번뇌의 속박에서 벗어나[解脫] 있으므로 고요한[寂靜] 것이라 하여 일반적으로 열반적정(涅槃寂靜)이라고 말한다. 열반적정은 일체개고 · 제행무상 · 제법무아와 함께 불교의 근본 교의인 사법인(四法印)에 속한다.
《디가 니까야》 제22경 〈대념처경〉에서는 열반을 증득하기 전과 열반을 증득한 후에 대해 고타마 붓다는 다음과 같이 말씀하고 있다. 열반의 증득 후에는 생사윤회의 원인이었던 5온 · 12처 · 18계 즉 일체법 즉 평상심의 온갖 만물이 제자리로 돌아가 고요하여 더 이상 장애가 되지 않고 평온하고 즐겁고 기분 좋은 것이 된다고 말씀하고 있다.

다시 비구들이여, 이런 갈애는 어디서 일어나서 어디서 자리 잡는가? 세상에서 즐겁고 기분 좋은 것이 있으면 거기서 이 갈애는 일어나서 거기서 자리 잡는다. 그러면 세상에서 어떤 것이 즐겁고 기분 좋은 것인가? 눈은 세상에서 즐겁고 기분 좋은 것이다. 귀는 … 코는 … 혀는 … 몸은 … 의식은 세상에서 즐겁고 기분 좋은 것이다. 여기서 이 갈애는 일어나서 여기서 자리 잡는다. 형상은 … 소리는 … 냄새는 … 맛은 … 감촉은 … [의식의 대상인] 법(法)은 세상에서 즐겁고 기분 좋은 것이다. 여기서 이 갈애는 일어나서 여기서 자리 잡는다. 안식은 … 이식은 … 비식은 … 설식은 … 신식은 … 의식은 세상에서 즐겁고 기분 좋은 것이다. 여기서 이 갈애는 일어나서 여기서 자리 잡는다.
....

다시 비구들이여, 그런 이 갈애는 어디서 없어지고 어디서 소멸되는가? 세상에서 즐겁고 기분 좋은 것이 있으면 거기서 이 갈애는 없어지고 거기서 소멸된다. 그러면 세상에서 어떤 것이 즐겁고 기분 좋은 것인가? 눈은 세상에서 즐겁고 기분 좋은 것이다. 귀는 … [코는 … 혀는 … 몸은 … 의식은 세상에서 즐겁고 기분 좋은 것이다.] 여기서 이 갈애는 없어지고 여기서 소멸된다. 형상은 … 소리는 … 냄새는 … 맛은 … 감촉은 … [의식의 대상인] 법은 세상에서 즐겁고 기분 좋은 것이다. 여기서 이 갈애는 없어지고 여기서 소멸된다. 안식은 … 이식은 … 비식은 … 설식은 … 신식은 … 의식은 세상에서 즐겁고 기분 좋은 것이다. 여기서 이 갈애는 없어지고 여기서 소멸된다.— 각묵스님 옮김(2015) 《디가 니까야》 제2권 제22경 〈대념처경〉 초기불전연구원. pp.531~535. 편집자가 용어 일부 변경

열반에 대해서는 부파불교와 대승불교의 종파들에 따라 서로 다른 해석과 구분이 있다.
대표적인 것들을 들면, 부파불교에서는 열반은 번뇌를 단멸(斷滅)한 경지이며 유여열반(有餘涅槃)과 무여열반(無餘涅槃)의 2종열반(二種涅槃)으로 나뉜다고 본다.
이에 비해 대승불교의 중관학파는 일체법의 실상(實相: 실제 모습, Reality)이 곧 열반이라고 본다. 대승열반경 부류에 속하는 《북본열반경(北本涅槃經)》 등에서는 일체법의 실상(實相) 즉 법신(法身)에는 상(常) · 락(樂) · 아(我) · 정(淨)의 4덕(四德)이 갖추어져 있다고 말하는데 이것을 열반4덕(涅槃四德)이라고 한다.
역시 대승열반경 부류에 속하는 《남본열반경(南本涅槃經)》에서는 열반에는 상(常) · 항(恆) · 안(安) · 청정(清淨) · 불노(不老) · 불사(不死) · 무구(無垢) · 쾌락(快樂)의 8미(八味)가 갖추어져 있다고 말하는데 이것을 열반8미(涅槃八味)라고 한다.
그리고
대승불교의 유식유가행파에서는 열반이 본래자성청정열반(本來自性清淨涅槃) · 유여의열반(有餘依涅槃) · 무여의열반(無餘依涅槃) · 무주처열반(無住處涅槃)의 4종열반(四種涅槃)으로 나뉜다고 본다.
지론종(地論宗)에서는 성정열반(性淨涅槃)과 방편정열반(方便淨涅槃)의 2종으로 구분한다.
천태종(天台宗)에서는 성정열반(性淨涅槃) · 원정열반(圓淨涅槃) · 방편정열반(方便淨涅槃)의 3열반(三涅槃)으로 구분한다.
열반의 본래의 뜻은 촛불을 불어끄듯이 번뇌를 소멸시킨 상태, 즉 성도(成道), 즉 진리를 깨달은 상태를 말하는데,
이러한 본래의 뜻이 전화되어 승려가 이 세상을 떠나는 것을 열반, 입적(入寂: 적멸에 들다), 입멸(入滅: 적멸에 들다) 또는 입열반(入涅槃: 열반에 들다)이라고 하기도 한다.

## 다른 명칭
불교 경전인 《열반경》에 따르면 깨우침 또는 깨달음에 도달하는 것은 열반에 도달하는 것과 동일하며 불성(佛性 · Buddha-nature)을 깨치는 것과 동일하다:
| 眞解脫者 卽是如來 如來者 卽是涅槃 涅槃者 卽是無盡 無盡者 卽是佛性 佛性者 卽是決定 決定者 卽是阿耨多羅三藐三菩提. (大涅槃經 五) 참된 해탈은 여래요, 여래는 열반이요, 열반은 다함 없음이요, 다함 없음은 불성이요, 불성은 결정적인 것이요, 결정적인 것은 곧 아뇩다라삼먁삼보리이다. (대열반경 5) 해탈 · 여래 · 열반 · 불성 및 아뇩보리는 체는 같으나 이름만 다를 뿐이다. 그리하여 해탈과 열반을 증득하거나 불성을 분명히 보면 무상정각을 얻은 여래다.— 성철 편역 (2002, 6쇄). 《선문정로평석(禪門正路評釋)》, 67쪽 |

## 경론별 설명

### 잡아함경
《잡아함경》 제18권 제490경 〈염부차경(閻浮車經)〉에서, 사리불은 외도의 수행자인 염부차의 물음에 대한 답에서 열반은 탐 · 진 · 치를 비롯한 일체(一切)의 번뇌가 영원히 다한(永盡) 상태를 말하며, 8정도가 열반에 이르는 길이라고 말하고 있다.
 閻浮車問舍利弗。謂涅槃者。云何為涅槃。舍利弗言。涅槃者。貪欲永盡。瞋恚永盡。愚癡永盡。一切諸煩惱永盡。是名涅槃。　復問。舍利弗。有道有向。修習多修習。得涅槃耶。　舍利弗言。有。謂八正道。正見。乃至正定。　時。二正士共論議已。各從座起而去。

 
염부차가 사리불에게 물었다.

어떤 것을 열반(涅槃)이라고 합니까?

사리불이 말하였다.

열반이라는 것은 탐욕(貪欲)이 영원히 다하고[永盡], 성냄[瞋恚]이 영원히 다하며, 어리석음[愚癡]이 영원히 다하고, 일체 모든 번뇌(煩惱)가 영원히 다한 것이니, 이것을 열반이라고 합니다.

또 물었다.

사리불이여, 닦아 익히고 많이 닦아 익히면 열반을 얻게 되는 길이 있고 방법이 있습니까?

사리불이 말하였다.

있습니다. 이른바 8정도(八正道)이니, 즉 바른 소견[正見]과……(내지)……바른 선정[正定]입니다.

그 때 두 정사(正士)는 서로 논의를 마치고 각각 자리에서 일어나 떠나갔다.
 — 《잡아함경》 제18권 제490경 〈염부차경(閻浮車經)〉. 한문본 & 한글본

## 초기불교
열반은 탐욕(貪慾), 분노(憤怒), 어리석음(愚痴) 등 인간의 마음을 더럽히는 번뇌의 불이 꺼지고 아무 것에도 어지럽혀지지 않은 이상적인 상태를 말한다. 이러한 뜻에 따라, 열반의 이상경(理想境)은 일체의 번뇌의 속박에서 벗어나(解脫) 있으므로 적정(寂靜)한 것이라 하여 일반적으로 열반적정(涅槃寂靜)이라고 말한다. 고타마 붓다는 현실의 생사의 고(苦) 세계를 일체개고(一切皆苦)라고 파악하였는데, 에에 대해 고(苦)를 멸(滅)한 이상(理想)의 세계를 열반적정(涅槃寂靜)이라고 하였다.
고타마 붓다가 생존했던 시기의 인도에서는 각종 인생관이 존재하여 제각기 이상세계란 것이 제시되고 있었으나 그 이상세계가 단순한 관념으로만 끝나거나 혹은 사후에 있어서만 달성가능한 것이었던 데 비해 고타마 붓다가 이상으로 한 적정(寂靜)한 열반은 세계인생에 대한 올바른 지혜(반야 · 보리)에 의해서 현세에 실현되는 것이었다.

## 부파불교
부파불교에서는 열반이란 번뇌가 소멸된 경지를 말하는 것으로 유여열반(有餘涅槃)과 무여열반(無餘涅槃)의 2종열반(二種涅槃)으로 나뉜다고 보았다.
유여열반은 유여의열반(有餘依涅槃)이라고도 하며 무여열반은 무여의열반(無餘依涅槃)이라고도 한다.
여(餘)는 여의(餘依)의 줄임말이고, 여의(餘依)는 '아직 남아 있는 의신(依身) 즉 소의신(所依身) 즉 육체'를 말하는데, 육체가 존재함에 따라 그에 따라 아직 남아 있는 마음(情)과 형상(形象: 즉 육체)을 뜻한다. 이런 문맥에서, 유여열반 또는 유여의열반은 육체를 지니면서도 번뇌를 끊었을 경우를 의미하며, 무여열반 또는 무여의열반은 육체도 소멸했을 경우를 의미한다.
후자의 경우를 전통적인 용어로 회신멸지(灰身滅智)의 상태라고 한다. 즉 회신멸지는 무여열반의 동의어로서 몸(身)을 재로 만들고 지혜(智)를 멸한다는 뜻인데, 분신회지(焚身灰智: 몸을 태워 없애고 지혜를 재로 만든다.) · 회멸(灰滅) 또는 회단(灰斷)이라고도 한다. 여기서 몸(身)은 육체를 뜻하고 지혜(智)는 반야 또는 진여의 무분별지를 뜻하는 것이 아니라 (번뇌에 물든 상태의) 마음(心) 즉 6식(六識) 즉 정(情)을 뜻한다. 따라서 무여열반 또는 무여의열반은 몸(身)과 마음(心)을 모두 돌이켜 공적(空寂) · 무위(無爲)의 열반의 세계로 들어가는 것을 말하며, 부파불교의 최종 목적이다. 대승불교의 교학에 따르면, 무여열반 또는 무여의열반이 소승불교 즉 성문 · 연각의 2승(二乘)의 최종 목표 또는 최종 목적이다.
부파불교에서는 열반은 번뇌가 완전히 소멸함으로써 드러나는 경지라고 보는데 그래서 열반을 택멸(擇滅)이라고도 한다. 설일체유부에서는 열반 즉 택멸을 별도의 실체 즉 실법(實法)이라고 보았다. 반면 경량부에서는 번뇌가 완전히 소멸된 상태를 열반 또는 택멸이라 명명한 것일 뿐으로, 열반은 실법이 아니며 가법(假法)이라고 보았다.

## 대승불교
부파불교에서는 열반을 유여의열반(有餘依涅槃)과 무여의열반(無餘依涅槃)으로 나눈다. 유여의열반은 육체를 지니면서도 번뇌를 끊었을 경우를 의미하며, 무여의열반은 육체도 소멸했을 경우를 의미한다.
이에 비해 대승불교에서는 열반에 적극적인 의의를 부여하여 유여의열반과 무여의열반의 두 열반에 덧붙여 모든 것이 진여적멸(眞如寂滅)이라 주장한다. 그리하여 본래의 자성청정열반(自性淸淨涅槃)의 교의나 중생을 구제하기 위해 생사에도 머무르지 않고 열반에도 살지 않는 무주처열반(無住處涅槃)의 교의를 가르친다.

### 중관학파
대승불교의 중관학파에서는 일체법의 실상(實相: 실제 모습, Reality)이 곧 열반이며 그리고 실상은 인연화합에 의해 생기는 일체의 법의 공성(空性)을 말하는 것으로 따라서 일체의 법과 분리된 것이 아니므로 열반과 생사윤회의 세간 사이에는 아무런 간격도 없다고 본다.

### 유식유가행파
대승불교의 유식유가행파에서는 열반이 본래자성청정열반(本來自性清淨涅槃) · 유여의열반(有餘依涅槃) · 무여의열반(無餘依涅槃) · 무주처열반(無住處涅槃)의 4종열반(四種涅槃)으로 나뉜다고 본다. 이러한 4종열반의 교의에 따르면, 유여의열반과 무여의열반이 부파불교에서 말하는 열반 즉 2종열반에 해당한다.
또한, 유식유가행파에서는 열반 또는 해탈(解脫)과 보리(菩提: 즉, 아뇩다라샴막삼보리)를 서로 다른 경지인 것으로 구분하는데, 이 견해에 따르면, 번뇌장(煩惱障) 즉 아집(我執)을 멀리 떠난 상태인 열반 또는 해탈은 4종열반 중 유여의열반과 무여의열반 즉 부파불교의 2종열반을 말하고, 소지장(所知障) 즉 법집을 멀리 떠난 상태인 보리는 성불의 경지로서 4종열반 중 무주처열반에 해당한다.

### 지론종
대승불교에 속한, 중국의 지론종(地論宗)에서는 열반을 성정열반(性淨涅槃)과 방편정열반(方便淨涅槃)의 2종으로 구분한다.

### 천태종
대승불교에 속한
천태종(天台宗)에서는 성정열반(性淨涅槃) · 원정열반(圓淨涅槃) · 방편정열반(方便淨涅槃)의 3열반(三涅槃)으로 구분한다.

## 같이 보기
- 깨달음
- 무위
  - 3무위
  - 6무위
  - 9무위
- 해탈
- 피안
- 공
- 반열반
- 열반경
- 삼계
- 법계
- 유식유가행파
  - 전의
  - 2전의묘과
- 낙원
- 이상향

## 참고 문헌
- 이 문서에는 다음커뮤니케이션(현 카카오)에서 GFDL 또는 CC-SA 라이선스로 배포한 글로벌 세계대백과사전의 내용을 기초로 작성된 글이 포함되어 있습니다.
- 곽철환 (2003). 《시공 불교사전》. 시공사 / 네이버 지식백과. |title=에 외부 링크가 있음 (도움말)
- 운허.  동국역경원 편집, 편집. 《불교 사전》. |title=에 외부 링크가 있음 (도움말)
- (중국어) 星雲. 《佛光大辭典(불광대사전)》 3판. |title=에 외부 링크가 있음 (도움말)